# Okręg wyborczy City of Chester
Okręg wyborczy City of Chester powstał w 1545 r. i wysyłał do angielskiej, a następnie brytyjskiej, Izby Gmin dwóch deputowanych. W 1885 r. liczbę mandatów przypadających na okręg zmniejszono do jednego. Do 1997 r. okręg nosił nazwę York. Okręg obejmuje miasto Chester i okolice.

## Deputowani do brytyjskiej Izby Gmin z okręgu City of Chester

### Deputowani w latach 1660–1885
- 1660–1673: John Ratcliffe
- 1660–1661: William Ince
- 1661–1675: Thomas Smith
- 1673–1679: Robert Werden, torysi
- 1675–1685: William Williams
- 1679–1681: Thomas Grosvenor, torysi
- 1681–1685: Roger Whitley, wigowie
- 1685–1689: Thomas Grosvenor, torysi
- 1685–1689: Robert Werden, torysi
- 1689–1690: Roger Whitley, wigowie
- 1689–1690: George Mainwaring, wigowie
- 1690–1701: Thomas Grosvenor, torysi
- 1690–1695: Richard Levinge, torysi
- 1695–1698: Roger Whitley, wigowie
- 1698–1698: Thomas Cowper
- 1698–1715: Peter Shakerley, torysi
- 1701–1727: Henry Bunbury, torysi
- 1715–1733: Richard Grosvenor
- 1727–1733: Thomas Grosvenor
- 1733–1755: Robert Grosvenor
- 1733–1742: Charles Bunbury
- 1742–1754: Philip Henry Warburton
- 1754–1761: Richard Grosvenor
- 1755–1795: Thomas Grosvenor
- 1761–1790: Richard Wilbraham-Bootle
- 1790–1802: Robert Grosvenor, wicehrabia Belgrave
- 1795–1826: Thomas Grosvenor
- 1802–1807: Richard Erle-Drax-Grosvenor
- 1807–1818: John Egerton
- 1818–1830: Richard Grosvenor, wicehrabia Belgrave, torysi
- 1826–1847: lord Robert Grosvenor, wigowie
- 1830–1831: Philip Grey Egerton, torysi
- 1831–1832: Foster Cunliffe-Offley
- 1832–1832: John Finchett Maddock
- 1832–1850: John Jervis, wigowie
- 1847–1869: Hugh Grosvenor, hrabia Grosvenor, Partia Liberalna
- 1850–1857: William Owen Stanley
- 1857–1859: Enoch Gibbon Salisbury
- 1859–1865: Philip Stapleton Humberston
- 1865–1868: William Henry Gladstone, Partia Liberalna
- 1868–1885: Henry Cecil Raikes, Partia Konserwatywna
- 1869–1874: Norman de L'Aigle Grosvenor
- 1874–1880: John George Dodson, Partia Liberalna
- 1880–1885: Beilby Lawley

### Deputowani po 1885
- 1885–1886: Balthazar Walter Foster, Partia Liberalna
- 1886–1906: Robert Yerburgh, Partia Konserwatywna
- 1906–1910: Alfred Mond, Partia Liberalna
- 1910–1916: Robert Yerburgh, Partia Konserwatywna
- 1916–1922: Owen Cosby Philipps, Partia Konserwatywna
- 1922–1940: Charles William Cayzer, Partia Konserwatywna
- 1940–1959: Basil Nield, Partia Konserwatywna
- 1959–1974: John Meredith Temple, Partia Konserwatywna
- 1974–1992: Peter Morrison, Partia Konserwatywna
- 1992–1997: Gyles Brandreth, Partia Konserwatywna
- 1997–: Christine Russell, Partia Pracy